# Route nationale 407
La route nationale 407 ou RN 407 était une route nationale française reliant Saint-Mihiel à Marbache. Après les déclassements de 1972, elle est devenue RD 907.
Le nom de RN 407 est ensuite attribué à l'ancienne RN 307A reliant Sèvres à Marnes-la-Coquette, route qui a été déclassée en RD 407.
Jusqu'en 2006, la RN 407 reliait l'A7 à Vienne. Elle a été déclassée en RD 1407 en 2006.

## De St Mihiel à Marbache D 907
- Saint-Mihiel (km 0)
- Apremont-la-Forêt (km 9)

puis elle faisait tronc commun avec la RN 58 jusqu'à Beaumont
- Bernécourt (km 25)
- Noviant-aux-Prés (km 28)
- Manonville (km 31)
- Domèvre-en-Haye (km 33)
- Tremblecourt (km 34)
- Rosières-en-Haye (km 39)
- Saizerais (km 43)
- Marbache où elle rejoint la RN 57 (km 48)